# Ханнусте
Ханнусте (ест. Hannuste), — село в Естонії, входить до складу волості Виру, повіту Вирумаа.